# Dropkick Murphys

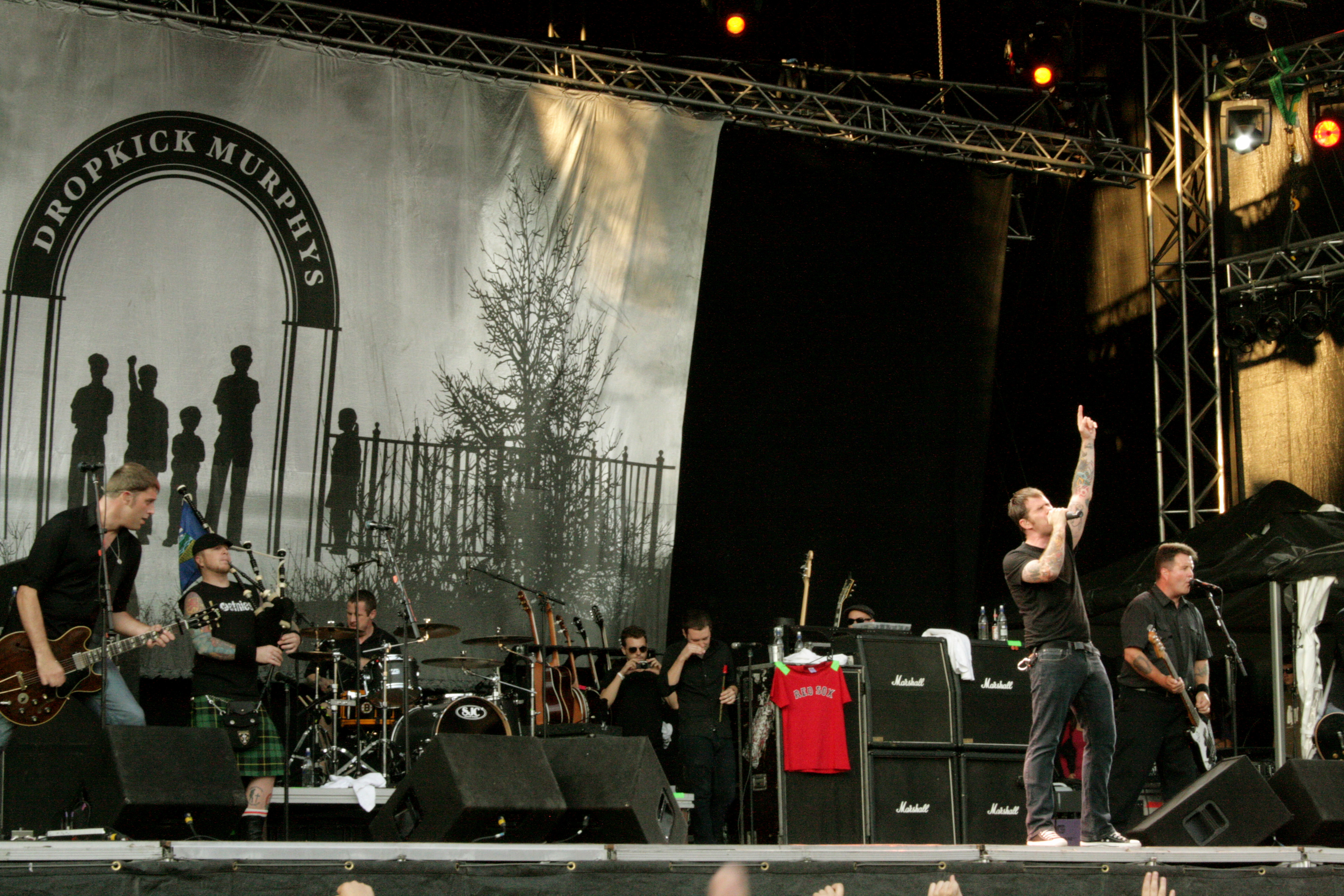
Dropkick Murphys live på Malmöfestivalen 2008

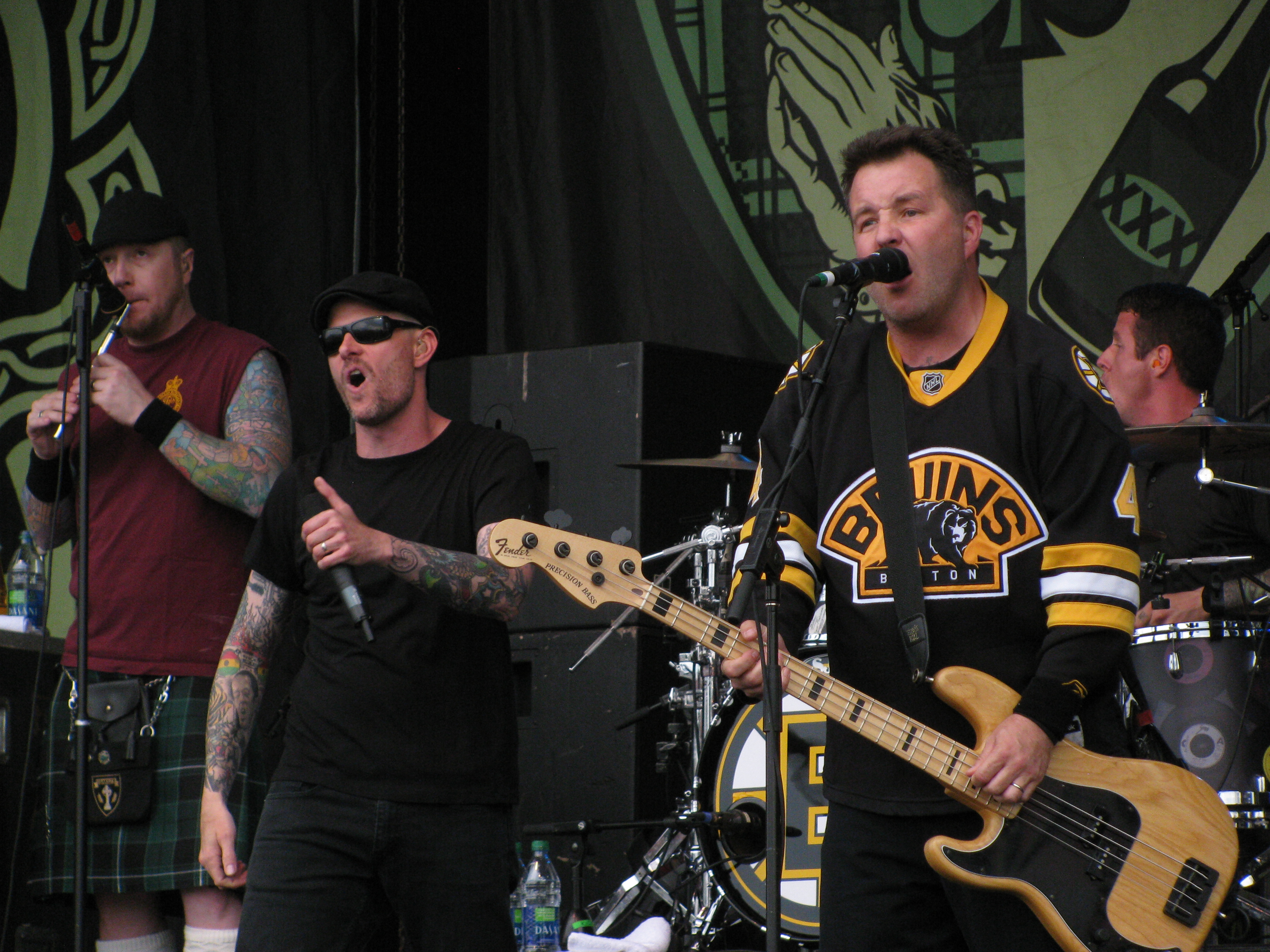
Dropkick Murphy live i Ottawa 2011

Dropkick Murphys är ett Boston-baserat band med irländska influenser, bildat 1996. De spelar ett slags blandning av Oi!, irländsk folkmusik och punk. Bästa benämningen på genren är keltisk punk, som även spelas av bland andra Flogging Molly och The Pogues. Dropkick Murphys låt I'm Shipping up to Boston spelas när Buffalo Sabres och New York Rangers har powerplay-tid i ishockey. Låten var även med som en del av soundtracket till filmen The Departed och förekommer i dator- och TV-spelen NHL Slapshot och NHL 11. Deras låt The State of Massachusetts är intro till MTV:s Nitro Circus.
Dropkick Murphys har också hunnit med att göra en split-LP med oi-gruppen The Business. De fick sitt skivkontrakt igenom Lars Frederiksen som även syns i många av Dropkick Murphys musikvideor.

## Medlemmar
Nuvarande medlemmar
- Al Barr - sång (1998-idag)
- Ken Casey - bas, sång (1996-idag)
- Matt Kelly - trummor, bodhrán, sång (1997-idag)
- James Lynch - gitarr, sång (2000-idag)
- Josh Wallace - säckpipa, bleckflöjt 2003-idag)
- Tim Brennan - sologitarr, dragspel, sång, bouzouki, mandolin, keyboard, piano, bleckflöjt (2003-idag)
- Jeff DaRosa - mandolin, banjo, gitarr, flöjt, bouzouki, keyboard, piano, sång, munspel (2008-idag)

Tidigare medlemmar
- Rick Barton - gitarr (1996-2000)
- Mike McColgan - sång (1996-1998)
- Jeff Erna - trummor (1996-1997)
- Marc Orrell - gitarr, dragspel, piano (2000-2008)
- Spicy McHaggis (Robbie Mederios) - säckpipa (2000-2003)
- Ryan Foltz - mandolin, bleckflöjt (2000-2003)

Turnerande medlemmar
- Joe Delaney - säckpipa (1998-2003)

## Diskografi
Studioalbum
- Do or Die (1998)
- The Gang's All Here (1999)
- Sing Loud, Sing Proud (2001)
- Blackout (2003)
- The Warrior's Code (2005)
- The Meanest of Times (2007)
- Going Out in Style (2011)
- Signed and Sealed In Blood (2013)
- 11 Short Stories of Pain & Glory (2017)
- Turn up that dial (2021)

Livealbum
- Live on St Patrick's Day (2003)
- Live on Lansdowne, Boston MA (2010)
- Live at Fenway Park (2012)

Samlingsalbum
- The Early Years (1998)
- The Singles Collection, Volume 1 (2000)
- Singles Collection, Volume 2 (2005)

EP
- Tattoos and Scally Caps (1997)
- Fire and Brimstone (1997)
- Boys on the Docks (1997)
- Back to the Hub (2003)
- Tessie (2004)
- Rose Tattoo: For Boston Charity EP (2013)